# Бърнярци
Бърнярци (на македонска литературна норма: Брњарци) е село в община Гази Баба на Северна Македония.

## География
Селото е разположено в североизточната част на Скопската котловина в областта Църногория, в подножието на Скопска Църна гора.

## История
В края на XIX век Бърнярци е българско село в Скопска каза на Османската империя. Според статистиката на Васил Кънчов („Македония. Етнография и статистика“) към 1900 година в Бърнарци живеят 84 българи християни.
В началото на XX век цялото население на селото е под върховенството на Българската екзархия. По данни на секретаря на екзархията Димитър Мишев („La Macédoine et sa Population Chrétienne“) в 1905 година в Бърнянци има 96 българи екзархисти.
След Междусъюзническата война в 1913 година селото влиза в границите на Сърбия.
На етническата си карта от 1927 година Леонард Шулце Йена показва Бърнярце (Brnjarce) като село с неясен етнически състав.
В 1950 година на мястото на стар оброчен кръст е изградена малка каменна църква „Св. св. Петър и Павел“. От 1999 до 2002 година църквата е цялостно обновена и разширена с труда на населението от Бърнярци и околните селища.
Според преброяването от 2002 година Бърнярци има 395 жители.
| Националност     | Всичко |
| северномакедонци | 391    |
| албанци          | 0      |
| турци            | 0      |
| роми             | 0      |
| власи            | 0      |
| сърби            | 3      |
| бошняци          | 0      |
| други            | 1      |